# Бофорт ан Сантер
Бофорт ан Сантер (фр. Beaufort-en-Santerre) насеље је и општина у североисточној Француској у региону Пикардија, у департману Сома која припада префектури Мондидје.
По подацима из 2011. године у општини је живело 190 становника, а густина насељености је износила 41,39 становника/km². Општина се простире на површини од 4,59 km². Налази се на средњој надморској висини од 90 метара (максималној 98 m, а минималној 84 m).

## Демографија
| 1962. | 1968. | 1975. | 1982. | 1990. | 1999. | 2011. |
| ----- | ----- | ----- | ----- | ----- | ----- | ----- |
| 93    | 103   | 95    | 116   | 133   | 138   | 190   |

График промене броја становника у току последњих година